# John Konchar
John Konchar (West Chicago, Illinois; 22 de marzo de 1996) es un baloncestista estadounidense que pertenece a la plantilla de los Memphis Grizzlies de la NBA. Con 1,96 metros de estatura, ocupa la posición de escolta.

## Trayectoria deportiva

### Universidad
Jugó cuatro temporadas con los Mastodons de la Universidad de Purdue en Fort Wayne, en las que promedió 15,5 puntos, 8,6 rebotes, 4,2 asistencias y 2,0 robos de balón por partido. En todas sus cuatro temporadas fue incluido en el mejor quinteto de la Summit League, siendo además elegido debutante del año en la primera de ellas. Desde la temporada 92-93, ningún jugador de la División I de la NCAA había conseguido encadenar dos temporadas con más de 450 puntos, 200 rebotes, 150 asistencias y 60 robos de balón.

### Profesional
Tras no ser elegido en el Draft de la NBA de 2019, firmó un contrato dual con los Memphis Grizzlies y su filial en la G League, los Memphis Hustle. Disputó las Ligas de Verano de la NBA con los Grizzlies, promediando en total 4,6 puntos, 7,4 rebotes y 3,6 asistencias por partido,
Después de un buen año, el 21 de noviembre de 2020, renueva con Memphis por cuatro temporadas.

## Estadísticas de su carrera en la NBA

### Temporada regular
| Año     | Equipo  | PJ  | PT | MPP  | %TC  | %3P  | %TL  | RPP | APP | ROB | TPP | PPP |
| ------- | ------- | --- | -- | ---- | ---- | ---- | ---- | --- | --- | --- | --- | --- |
| 2019-20 | Memphis | 19  | 0  | 9.5  | .649 | .500 | .500 | 2.5 | 1.2 | .4  | .2  | 2.8 |
| 2020-21 | Memphis | 43  | 0  | 13.4 | .500 | .375 | .833 | 3.0 | 1.1 | .7  | .2  | 4.3 |
| 2021-22 | Memphis | 72  | 7  | 17.9 | .515 | .413 | .551 | 4.6 | 1.5 | .6  | .3  | 4.8 |
| 2022-23 | Memphis | 72  | 23 | 20.8 | .431 | .339 | .778 | 4.3 | 1.4 | 1.1 | .4  | 5.1 |
| 2023-24 | Memphis | 55  | 23 | 21.3 | .423 | .317 | .840 | 4.7 | 2.0 | .9  | .9  | 4.3 |
| 2024-25 | Memphis | 46  | 4  | 12.1 | .451 | .371 | .875 | 3.3 | .9  | .7  | .3  | 2.4 |
| Total   | Total   | 307 | 57 | 17.2 | .469 | .361 | .727 | 4.0 | 1.4 | .8  | .4  | 4.2 |

### Playoffs
| Año   | Equipo  | PJ | PT | MPP  | %TC  | %3P  | %TL   | RPP | APP | ROB | TPP | PPP |
| ----- | ------- | -- | -- | ---- | ---- | ---- | ----- | --- | --- | --- | --- | --- |
| 2021  | Memphis | 1  | 0  | 3.0  | .000 | .000 | —     | 1.0 | .0  | .0  | 1.0 | .0  |
| 2022  | Memphis | 8  | 0  | 7.0  | .273 | .167 | 1.000 | 2.4 | .6  | .4  | .1  | 1.1 |
| 2023  | Memphis | 5  | 0  | 9.7  | .222 | .000 | –     | 2.0 | .8  | .4  | .4  | .8  |
| 2025  | Memphis | 4  | 0  | 17.3 | .333 | .167 | 1.000 | 3.3 | 1.5 | .5  | .5  | 2.8 |
| Total | Total   | 18 | 0  | 9.8  | .267 | .118 | 1.000 | 2.4 | .8  | .4  | .3  | 1.3 |